# Jan Emmanuel Braeckman
Jan Emmanuel Braeckman (Wetteren, 17 maart 1758 - Temse, 28 juni 1830) was een Belgisch politicus.

## Levensloop
Braeckman was tussen 1800 en 1814  burgemeester van de gemeente Temse. Hij werd opgevolgd door Augustien Van Strydonck. Ook zijn zoon Jozef Braeckman werd later burgemeester van Temse. Beroepshalve was hij handelaar.